# A29
A29 je žilinská hudební skupina. Se základem v lidové hudbě různých regionů Slovenska pojímá lidovou píseň jako otevřený prostor k nové inspiraci - kreaci - současné aktualizaci. Hudba kapely oslovuje různé generace.
Věková rozmanitost je charakteristická i pro samotnou kapelu. Každý z nich je „více doma“ v jiném hudebním stylu, a tak je hudba této kapely okořeněna folkem, rockem, jazzem, gospelem nebo klasickou hudbou. Kapela vznikla a působila v univerzitním prostředí jako jediná ve stylu ethno-fusion music / world music na Slovensku.[zdroj?] Na slovenské a české scéně se představila zejména v různých soutěžních formách - Strunobranie, Turzovský a Moravský vrabec, na kterých byla vysoce oceněna.

## Historie skupiny

### První období / 2003
Na samém počátku skupinu A29 tvořili studenti Fakulty humanitních věd Žilinské univerzity v Žilině. Scházeli se v místnosti A29 (odtud příznačný název kapely), kde pod vedením Martiny Krušinský experimentovali se slovenskou lidovou písní.
Při hudebním tvoření se nejprve setkávali zpěvačka Magda Chudobová a klavíristka Martina Krušinská. Magda přišla ze silného goralského prostředí, ze známé oravské rodiny heligonkářů Viktora Chudoby, v níž všech sedm dětí zpívá a hraje goralské lidové písně. Její silný hrdelní hlas oslovil Petru Nadányi, Martinu Hraňovou Zurovac, Sašu Zurovac a Miriho Lenčeša, kteří se stali dalšími členy kapely. Noví členové přinesli také etnicky specifický hudební styl v podobě hry na různé hudební nástroje, ale z mimoevropského prostředí. Tak se lidové hudební žánry ze Slovenska smíchaly se zvuky afrických bubnů djembe, indických bubínků tabla, australského dechového nástroje didgeridoo, indiánské dešťové hole, tibetské misky a dalších hudebních nástrojů. Písně v takovémto etnicky „fúzovaném“ stylu začala kapela veřejně prezentovat nejdříve v žilinském prostředí. Číslo 29 je zde opět příznačné: poprvé se tak stalo 29. dubna.

### Druhé období / 2004
První období vystřídala fáze směřující více do klasiky a folkového stylu s jemnými náznaky jazzu. K zmiňovanému stylu přispěli noví členové: Martin Malý, kytarista Ivan Nemec, zpěvačka Mária Kuková, zpěvačka Martina Nekorancová, kytaristka Katka Šmehýlová a kytarista Dávid Marko.
Z nejzajímavějších vystoupení tohoto období lze zmínit účast kapely na Divadelní Nitře, Divadelním Martině, scénické sklizni v Martině, žilinské improlige a krajských soutěžích stylově různých hudebních formací pod názvem Strunobranie, ve kterých byla kapela vysoce oceňována. Z tohoto období pochází také demo nahrávka, kterou kapela nahrála v žilinském studiu Vrana.

### Třetí období / 2007
Další období kapely lze nazvat folk-rockové. Ne že by se zmíněné stylové prvky etnické, klasické nebo jazzové hudby vytratily, pouze se k nim přidala velká sestava bicích nástrojů s bubeníky Danielem Divincou a Jakubem Kaprálem. K bicím nástrojům se připojila také basová kytara v rukou Andreje Konušíka a akustická kytara Andreje Kaprála.
Kapela se zúčastnila celostátních přehlídek folkové, country a ethno-hudby Strunobrania, Turzovského a Moravského vrabce, na kterých byla opětovně vysoce oceněna. V posledním kole soutěže Moravský vrabec v Karviné, které bylo zároveň kolem mezinárodním, získala Martina Nekorancová ocenění nejlepší zpěvačky.
Z tohoto období také pochází debutové album skupiny pod názvem Duša moja, které kapela nahrála opět v žilinském studiu Vrána pod zvukovou supervizí Jozefa Štefanatného.

### Poslední období / 2011
V následujících letech se ke skupině přidali kytarista Peter Vaculík a hobojistka Andrea Kotmanová. V roce 2013 kapela oslavila desáté výročí a začala pracovat na novém CD. V současnosti rezonuje hudba kapely zejména na vlnách rádia Regina a Devín v relacích Soni Horňákové.

## Členové skupiny
- Martina Krušinská - leader, klávesy, zpěv, akordeon, perkuse
- Martina Nekorancová - hlavní vokály, perkuse
- Andrea Kotmanová - hoboj, zb. flétna, vocal, perkuse
- Martin Malý - saxofony, klarinet, zb. flétna, vocal, perkuse
- Andrej Konušík - baskytara, vocal, perkuse
- Peter Vaculík - elektrická, akustická kytara, baskytara, perkuse
- Andrej Kaprál - akustická kytara

### Externí členové
- Jakub Kaprál - bicí, perkuse

## Alba
- Demo nahrávka (2006)
- CD Svet na odchode: skladba „Jesenná“ z CD Duša moja / píseň „Sedzísokol“ (2009)
- CD Duša moja (2009)